# Política do Senegal
Política no Senegal ocorre no âmbito de uma república democrática do sistema presidencialista. O Presidente do Senegal é o chefe de estado e governo. Poder executivo no Senegal está concentrado nas mãos do presidente.
Embora o poder legislativo seja tecnicamente investido no governo e no parlamento, o parlamento raramente introduz legislação ou vota a legislação proposta pelo governo. Da mesma forma, embora o Judiciário seja teoricamente independente do executivo e da legislatura, o poder executivo parece exercer controle indevido sobre o judiciário.
O Islã, a religião dominante de Senegal, chegou primeiro a esta região no século XI. Dos reinos nativos, o império Jolof do século XIV foi o mais poderoso. Várias potências européias chegaram à área desde o século XV, até que França acabou controlando do que se tinha convertido num importante ponto de saída para o comércio de escravos.
Dakar se converteu na capital da colônia francesa de África Ocidental Francesa em 1902. Em janeiro de 1959, Senegal e o Sudão Francês se uniram para formar a Federação de Mali, a qual se voltou totalmente independente o 20 de junho de 1960, como resultado da independência e a transferência do poder, acordo assinado com França o 4 de abril de 1960. Devido a dificuldades políticas internas, a federação se dissolveu o 20 de agosto de 1960. Senegal e o Sudão Francês (renomeado como a República de Mali) proclamaram sua independência individualmente.
Senegal se uniu com Gâmbia para formar a confederação nominal de Senegambia em 1982. No entanto, a integração concebida dos dois países nunca se levou a cabo e a união foi dissolvida em 1989. Apesar das conversas de paz, um grupo separatista na região de Casamance chocou esporadicamente com as forças do governo desde 1982. Senegal tem uma longa história de participações na pacificação internacional.